# Mabberley's Plant-Book
Mabberley's Plant-Book (abreviado Mabberley's Pl.-Book) es un libro ilustrado con descripciones botánicas que fue escrito por el botánico y bibliotecario británico David John Mabberley. Fue publicado en el año 2008 con el nombre de Mabberley's plant-book. A portable dictionary of plants, their classification and uses.